# Anica Černej
Anica Černej (Oplotnica, 3 de abril de 1900 - Neubrandenburg, 3 de maio de 1944) foi uma poetisa eslovena.
Em 1943, ela foi presa com outros professores e estudantes por militares alemães e levada ao campo de concentração de Ravensbrück e posteriormente à Neubrandenburg, onde morreu logo após.